# Laia Palau i Altés
Laia Palau i Altés (Barcelona, 10 de setembre de 1979) és una exjugadora de basquetbol i dirigent esportiva catalana. Va ocupar la posició de base i va jugar a l'Uni Girona Club de Bàsquet. També va ser internacional absoluta amb la selecció espanyola entre 2002 i 2021, i amb ella es va proclamar campiona d'Europa el 2013 i subcampiona del món el 2014.
Va començar la pràctica del bàsquet a l'equip infantil del Club Joventut les Corts el 1991 i l'any següent jugà a la Sagrada Família-Claror Universitari també en categoria infantil. La temporada 1993-1994 va suposar l'ascens a la categoria Cadet amb l'equip C.I. Universitari en el qual va jugar durant dues temporades. La temporada 1995-1996 va suposar un altre ascens de categoria, encara que jugava en el mateix equip, ara era en categoria junior.
Va militar entre 1997 i 2002, en el Universitari de Barcelona de la Lliga Femenina, per després seguir jugant fins a 2004 en el CBF Universitari de Barcelona. Després de dues temporades en el CJM Bourges Basket de la lliga francesa, va tornar a en 2006, per incorporar-se a la plantilla del Ros Cassares València, en el qual va romandre sis temporades, fins a la seva desaparició al juliol de 2012. La temporada 2012/13 va fitxar pel CCC Polkowice de Polònia, recalant en la 2013/14 en el USK Praga de Txèquia amb el qual es proclama Campiona de la Euroleague Women 2015. El 2018 s'anuncià el seu fitxatge per l'Uni Girona Club de Bàsquet.
Va ser internacional absoluta amb la selecció espanyola entre 2002 i 2021, havent-hi disputat quatreJocs Olímpics (una plata), quatre Mundials (una plata i un bronze) i set Europeus (dos ors, una plata i quatre bronzes). El 2019, dos anys abans de la seva retirada, ja era la internacional espanyola amb més medalles, per davant de les seves companyes de selecció Amaya Valdemoro, i Lucila Pascua, que tenen 7 medalles, i la tercera en campionats d'Europa (8), només per darrere d'Uliana Semiónova (10) i Olga Sukhàrnova (9).
El 8 de novembre de 2021 va anunciar la seva retirada de la selecció espanyola, després de jugar 315 partits i guanyar dotze medalles en competicions internacionals. Per aquest motiu, dies més tard, el Govern espanyol li va concedir la Gran Creu del Reial Orde del Mèrit Esportiu, màxima distinció espanyola al reconeixement a nivell esportiu. El 18 de maig de 2022 va convocar una roda de premsa al Pavelló Municipal Girona-Fontajau, acompanyada dels seus pares, les jugadores del primer equip Maria Araújo i Laia Flores, i el president del Bàsquet Girona, Marc Gasol, entre d'altres, on va anunciar la seva retirada com a jugadora professional. En el mateix acte, el president de l'Uni Girona, Cayetano Pérez, va informar que retiraria la samarreta amb el dorsal número 3 de Palau i la penjaria al sostre del Pavelló de Fontajau com a homenatge de jugadora històrica de l'entitat.
Després de la seva retirada, assumí el càrrec de directora esportiva del club gironí el juliol de 2022.

## Palmarès
Clubs
- 2 Eurolligues de bàsquet femenina: 2011-12, 2014-15
- 7 Lligues espanyoles de bàsquet femenina: 2002-03, 2006-07, 2007-08, 2008-09, 2009-10, 2011-12, 2018-19
- 5 Copes espanyoles de bàsquet femenina: 2006-07, 2007-08, 2008-09, 2009-10, 2020-21
- 1 Supercopa d'Espanya de bàsquet femenina: 2019-20
- 5 Lligues catalanes de bàsquet femenina: 1999-00, 2000-01, 2018-19, 2019-20, 2020-21
- 1 Lliga polonesa de bàsquet femenina: 2012-13
- 1 Copa polonesa de bàsquet femenina: 2012-13
- 3 Lligues txeques de bàsquet femenina: 2013-14, 2014-15, 2015-16

Selecció espanyola
- 1 medalla d'argent als Jocs Olímpics de Rio de Janeiro 2016
- 1 medalla d'argent al Campionats del Món de bàsquet femení: 2014
- 2 medalles de bronze als Campionats del Món de bàsquet femení: 2010, 2018
- 3 medalles d'or als Campionats d'Europa de bàsquet femení: 2013, 2017, 2019
- 1 medalla de plata als Campionats d'Europa de bàsquet femení: 2007
- 4 medalles de bronze als Campionats d'Europa de bàsquet femení: 2003, 2005, 2009, 2015

Individuals
- Candidata a millor jugadora FIBA de l'any 2005.[7]
- MVP de la Copa de la Reina 2010.